# 10. korpus (Avstro-Ogrska)
10. korpus (izvirno nemško 10. Korps) je bil korpus avstro-ogrske kopenske vojske, ki je bil aktiven med prvo svetovno vojno.

## Zgodovina
Ob pričetku prve svetovne vojne je bil korpus zadolžen za področje srednjo Galicijo.
Naborni okraj korpusa je obsegal: Gródek Jagielloński, Jaroslau, Rzeszów, Sambor, Sanok, Stryj in Przemyśl.
Aprila 1918 je bil korpus preoblikovan v 2. generalno poveljstvo.

## Organizacija
April 1914
- 2. pehotna divizija
- 24. pehotna divizija
- 6. konjeniška divizija
- 10. poljskoartilerijska brigada
- 3. trdnjavski artilerijski polk
- 10. oskrbovalna divizija

## Poveljstvo
Poveljniki (Kommandanten)
- Karl von Wallmoden-Gimborn: november 1849–november 1850
- Karl zu Schwarzenberg: december 1850–april 1851
- Nikolaus von Lichtenberg-Schneeberg: april 1851–oktober 1853
- nadvojvoda Karl Ferdinand Avstrijski: oktober 1853–januar 1856
- Wilhelm von Alemann: januar 1856–marec 1859
- August von Stillfried und Rathenitz (v.d.): marec–april 1859
- Stefan von Wernhardt: april–julij 1859
- Georg Marziani von Sacile (v.d.): julij–september 1859
- nadvojvoda Ernst Avstrijski: september–oktober 1859

- ukinjen
- Johann Karl von Huyn (v.d.): maj–junij 1866
- Ludwig von Gablenz: junij–september 1866

- ukinjen
- Josef von Ringelsheim: januar–april 1883
- Franz von Vlasits: april 1883–junij 1884
- Georg Stubenrauch von Tannenburg: junij 1884–februar 1886
- Wilhelm von Reinländer: marec 1886–oktober 1891
- Anton Galgótzy: oktober 1891–april 1905
- Karl Horsetzky von Hornthal: april–september 1905
- Artur Pino von Friedenthal: september 1905–februar 1910
- Heinrich Kummer von Falkenfehd: februar 1910–januar 1914
- Hugo Meixner von Zweienstamm: januar 1914–januar 1915
- Josef Krautwald von Annau: januar–marec 1915
- Hugo Meixner von Zweienstamm: marec–april 1915
- Hugo Martiny: april 1915–junij 1916
- Friedrich Csanády von Békés: junij 1916–januar 1917
- Karl Kritek: januar–julij 1917
- Viktor Weber von Webenau: julij 1917–februar 1918
- Franz Kanik: februar–april 1918

Načelniki štaba (Stabchefs)
- August Kochmeister: november 1849–november 1850
- Julius Manger von Kirchsberg: november 1850–1851
- Johann Dobner von Dobenau: 1851–1852
- Julius Manger von Kirchsberg: 1852–januar 1854
- Karl Drechsler: februar 1854–januar 1857
- Vinzenz Pürcker von Pürkhain: januar 1857–april 1859
- Johann Dobner von Dobenau: april–oktober 1859
- Stanislaus Bourguignon von Baumberg: maj–september 1866
- Viktor Habiger von Harteneck: januar 1883–oktober 1885
- Viktor von Pokorny: oktober 1885–oktober 1891
- Artur Pino von Friedenthal: oktober 1891–april 1894
- Heinrich Kummer: maj 1894–april 1900
- Stefan Ljubicic: april 1900–marec 1906
- Franz Kanik: marec 1906–oktober 1907
- Wladislaw Stanoilovic von Stanogora: oktober 1907–april 1909
- Hugo von Habermann: april 1909–marec 1911
- Gottlieb Kralowetz von Hohenrecht: marec 1911–junij 1916
- Ladislaus Rásky: junij 1916–februar 1918
- Nikolaus Ruzicic von Sanodol: februar–april 1918